# Lijst van burgemeesters van Herten (België)
Dit is een chronologische lijst van burgemeesters van de Belgische voormalige gemeente Herten tot die gemeente op 1 januari 1977 opging in de gemeente Wellen.
| periode     | naam burgemeester                        | opmerking                                            |
| ----------- | ---------------------------------------- | ---------------------------------------------------- |
| 1830 - 1845 | Jean Corneille Van Weddingen (1769-1845) | rentenier, afkomstig van Givet (Frankrijk)           |
| 1845 - 1880 | Antoon Bellefroid (1805-1880)            | molenaar                                             |
| 1880 - 1896 | Alexander Pexsters (1846-1926)           | ongehuwd, kleinzoon van Jean Corneille Van Weddingen |
| 1896 - 1900 | ????                                     |                                                      |
| 1900 - 1908 | Joseph Neven (1848-1908)                 | molenaar                                             |
| 1909 - 1925 | August Jeuris (1875-1931)                | landbouwer                                           |
| 1925 - 1941 | Wilhelmus Cuyx (1860-1949)               | wielenmaker                                          |
| 1947 - 1970 | August Pexsters (1906-1983)              | landbouwer, achterneef van Alexander Pexsters        |
| 1970 - 1976 | Armand Neven (1922-1997)                 | industrieel, kleinzoon van Joseph Neven              |